# Eremogone macradenia
Eremogone macradenia là loài thực vật có hoa thuộc họ Cẩm chướng. Loài này được (S.Watson) Ikonn. mô tả khoa học đầu tiên năm 1973.